# Brossa (Puèi Domat)
Brousse és un municipi francès situat al departament del Puèi Domat i a la regió d'Alvèrnia-Roine-Alps. L'any 2007 tenia 363 habitants.

## Demografia

### Població
El 2007 la població de fet de Brousse era de 363 persones. Hi havia 156 famílies de les quals 56 eren unipersonals (28 homes vivint sols i 28 dones vivint soles), 52 parelles sense fills, 44 parelles amb fills i 4 famílies monoparentals amb fills.
La població ha evolucionat segons el següent gràfic:
Habitants censats

### Habitatges
El 2007 hi havia 361 habitatges, 158 eren l'habitatge principal de la família, 130 eren segones residències i 73 estaven desocupats. 355 eren cases i 2 eren apartaments. Dels 158 habitatges principals, 142 estaven ocupats pels seus propietaris, 9 estaven llogats i ocupats pels llogaters i 7 estaven cedits a títol gratuït; 10 tenien dues cambres, 22 en tenien tres, 44 en tenien quatre i 82 en tenien cinc o més. 128 habitatges disposaven pel capbaix d'una plaça de pàrquing. A 63 habitatges hi havia un automòbil i a 81 n'hi havia dos o més.

### Piràmide de població
La piràmide de població per edats i sexe el 2009 era:
| Homes | Edats   | Dones |
| ----- | ------- | ----- |
| 0     | 95 o +  | 0     |
| 0     | 90 a 94 | 0     |
| 4     | 85 a 89 | 4     |
| 0     | 80 a 84 | 0     |
| 12    | 75 a 79 | 8     |
| 24    | 70 a 74 | 12    |
| 16    | 65 a 69 | 8     |
| 8     | 60 a 64 | 16    |
| 4     | 55 a 59 | 0     |
| 8     | 50 a 54 | 8     |
| 16    | 45 a 49 | 12    |
| 8     | 40 a 44 | 12    |
| 28    | 35 a 39 | 8     |
| 12    | 30 a 34 | 16    |
| 8     | 25 a 29 | 4     |
| 4     | 20 a 24 | 4     |
| 12    | 15 a 19 | 12    |
| 0     | 10 a 14 | 4     |
| 4     | 5 a 9   | 12    |
| 8     | 0 a 4   | 8     |

## Economia
El 2007 la població en edat de treballar era de 218 persones, 162 eren actives i 56 eren inactives. De les 162 persones actives 144 estaven ocupades (87 homes i 57 dones) i 18 estaven aturades (12 homes i 6 dones). De les 56 persones inactives 25 estaven jubilades, 11 estaven estudiant i 20 estaven classificades com a «altres inactius».

### Ingressos
El 2009 a Brousse hi havia 164 unitats fiscals que integraven 360,5 persones, la mediana anual d'ingressos fiscals per persona era de 15.192 €.

### Activitats econòmiques
Dels 15 establiments que hi havia el 2007, 2 eren d'empreses extractives, 2 d'empreses de fabricació d'altres productes industrials, 4 d'empreses de construcció, 2 d'empreses d'hostatgeria i restauració, 1 d'una empresa immobiliària, 2 d'empreses de serveis, 1 d'una entitat de l'administració pública i 1 d'una empresa classificada com a «altres activitats de serveis».
Dels 7 establiments de servei als particulars que hi havia el 2009, 1 era un taller de reparació d'automòbils i de material agrícola, 1 paleta, 1 fusteria, 2 electricistes i 2 restaurants.
L'any 2000 a Brousse hi havia 23 explotacions agrícoles que ocupaven un total de 720 hectàrees.

## Equipaments sanitaris i escolars
El 2009 hi havia una escola elemental integrada dins d'un grup escolar amb les comunes properes formant una escola dispersa.

## Poblacions més properes
El següent diagrama mostra les poblacions més properes.